# Maya (boek)
Maya is een boek van Jostein Gaarder. De oorspronkelijke uitgave verscheen in 1999 in het Noors.

## Inhoud
De schrijver John Spooke kampt, sinds zijn vrouw overleden is, met een schrijversblok. Op de Fiji-eilanden ontmoet hij de evolutiebioloog Frank Andersen. Al gauw merken ze dat ze het beiden moeilijk vinden te accepteren dat elke mens oeroude genen met zich meedraagt en toch maar zo kort te leven heeft. Als ze in hun hotel de mooie Ana en José ontmoeten ontstaat er een spannend en ingenieus spinsel van verhalen, waarin Gaarder filosofische, theologische en natuurwetenschappelijke theorieën over het ontstaan en de zin van het leven op een boeiende en begrijpelijke manier naast elkaar zet.

### Citaat
“Het kost miljarden jaren om een mens te scheppen. En het kost maar een paar seconden om te sterven.”